# Universidade do Estado de Minas Gerais - Unidade Carangola
A Unidade de Carangola da Universidade do Estado de Minas Gerais é uma instituição de ensino superior brasileira, localizada na cidade de Carangola, Minas Gerais.

## História

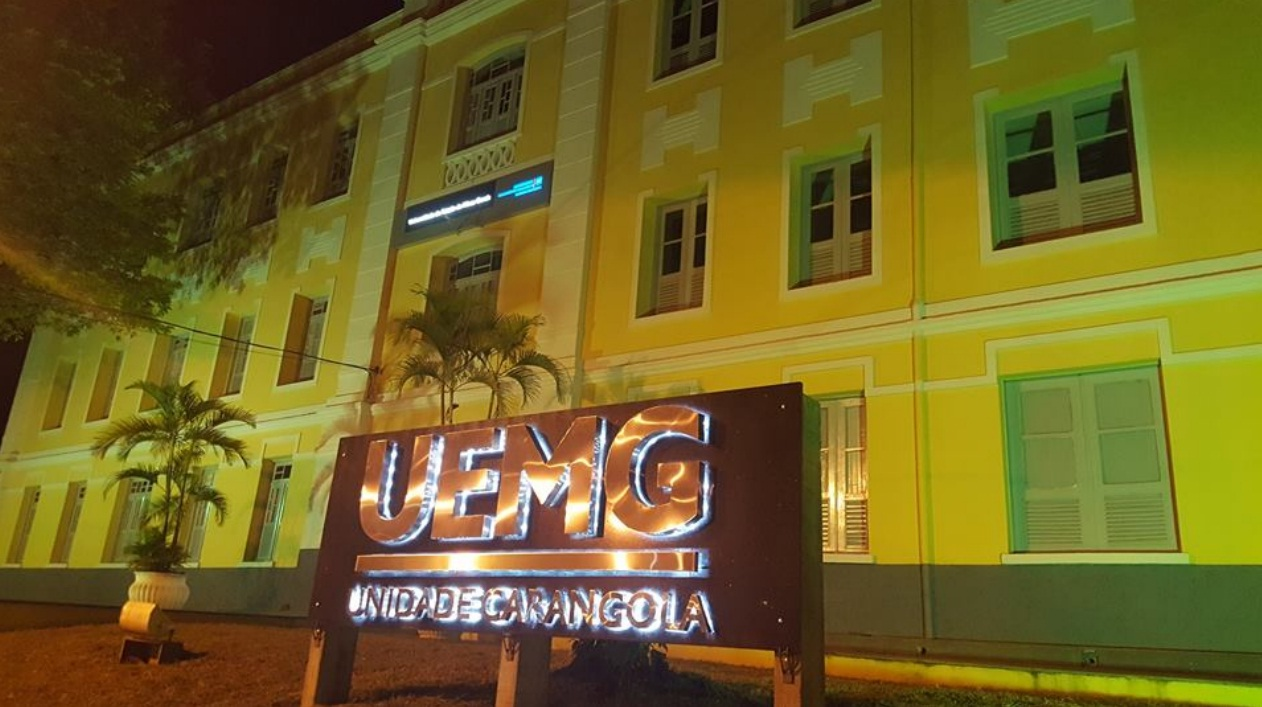
Bloco 1 da UEMG Carangola.

A Faculdade  de Filosofia, CIências e Letras de Carangola (FAFILE) é foi fundada em 1970, mantida pela Fundação Educacional de Carangola. Em 1999 foi credenciada na qualidade de Campus, fundacional agregado à Universidade do Estado de Minas Gerais (UEMG). Em  2007, passou a ser Faculdades Vale do Carangola (FAVALE), com a incorporação da FACEX.

### Incorporação à UEMG
Em dezembro de 2013 foi incorporada à UEMG como unidade, a terceira na Zona da Mata Mineira, e passou disponibilizar dez cursos presenciais de graduação na cidade. Com isso, 500 alunos passaram a cursar de graça o ensino superior, já que a instituição se tornou pública.

## Ver Também
- UEMG
- Carangola